# سند (قرية بحرينية)
تقع قرية سند في الجزء الشرقي من جزيزة البحرين أي تقع غرب جزيرة سترة وجنوب جزيرة النبيه صالح الذي يفصلهما البحر ويسمي بخليج توبلي الذي يشتهر بالثروة السمكية وأشجار القرم ومن الشمال قرية جرداب ومن الجنوب قرية النويدرات ومن الغرب الرفاع الشرقي، وهي قديما قرية زراعية الاصل.

## تاريخ القرية
كانت سند تشتهر بالنخيل الباسقات والعيون والآبار الارتوازية ومن عيونها عين كبرى وعين صغرى وعين صرفا وعين فاران وعين سنورة وأشهرها عين كبرى وعين صغرى اللتان تغذيان منطقة سند والقرى المجاورة إلى ان تصل مصبها النهري في البحر وتتسع العينان الي مئات الأشخاص لسباحة فيها في آن واحد كما أنها تشتهر بالزراعة وصيد الأسماك وكان فيها قديما مركزا لتعليم القران والفقه وتسمى بالحوزة الدينية تقع في الجزء الغربي لمسجد الشيخ إبراهيم كما توجد بها مقبرة الناصفة والتي دفن فيها الشاعر وخطيب المنبر الحسيني الملا علي بن فايز وسكانها من شيعة أهل البيت وكذلك من أهل السنة والجماعة كما يوجد فيها عدة مساجد منها مسجد الغدير ومسجد الشيخ إبراهيم ومسجد الشيخ محمد ومسجد الحصيدة ومسجد البراء بن عازب وجامع الحكمة كما يوجد فيها مدرستان ابتدائيتان للأولاد وأخرى للبنات ومدرسة التعاون الثانوية للبنين ومدرسة الحكمة النموذجية الخاصة والجامعة الخليجية.

## سكان القرية
تبلغ مساحة قرية سند حوالي 8.1 كيلومتر مربع، وبكثافة سكانية في الحدود 6,350 نسمة إلى 7,800 نسمة، وتتكون معظم تركيبة سكان القرية من بحارنة وتكون مساكنهم في الأحياء القديمة للقرية خاصة لبحارنة ترجع اصولهم للقرية وباقي البحارنة هم من الوافدين من القرى المجاورة أو من أهل المنامة وهم شيعة مسلمين، ويأتي بعدهما في العدد العجم ويتوزعون في سند في المناطق الحديثة وبالتحديد في المنطقة الجديدة ويجد بعضهم يسكنون في وسط القرية أو في محاذاتها واطرافها ويرجع اصل العجم في قرية سند معظمهم من العاصمة المنامة والذين سكنوا المنطقة في السبعينات من القرن الماضي وهم شيعة مسلمين، تأتي بعدهم بعض من الاهالي الحديثة المسكن وهم على مذهب أهل السنة والجماعة أغلبهم هولة على المذهب الشافعي ويسكنون في المناطق الحديثة للقرية بالتحديد في سند الجديدة.

## العيون والكواكب المائية للقرية
كانت سند تشتهر بالعيون الارتوازية التي تصب إلى خليج توبلي وبها كوكب ماء عذب ينفجر من قاع ساحل رأس سند في وسط المياه المالحة، ولكن بسبب الإهمال والتغيرات المناخية والتعدد السكاني اندثرت هذه العيون والكواكب في المنطقة كباقي العيون في البحرين، وكانت سند بها من العيون والكواكب:
- عين كبرى.
- عين صغرى.
- عين صرفا.
- عين فاران.
- عين سنورة.
- عين يوسف.
- عين عبد الله.
- كوكب صالح (يقع داخل خليج توبلي قرب رأس سند).

## المؤسسات التعليمية في سند
- مدرسة سند الابتدائية للبنين (تأسست عام 1953).
- مدرسة سند الابتدائية للبنات (تأسست عام 1995).
- مدرسة التعاون الثانوية (توحيد المسارات) للبنين (تأسست عام 2006).
- مدرسة الحكمة النموذجية الخاصة للبنين والبنات.
- الجامعة الخليجية (في نفس مبنى مدرسة الحكمة).

## مقابر القرية
- مقبرة سند، تقع في رأس سند (الناصفة حالياً):

هنا نهاية الحياة الدنيا لأهالي منطقة سند وتقع في شمال سند في منطقة الناصفة حالياً
أشهر من دفن بها:
- الحاج علي الملا.
- الحاج الملا علي بن فايز الإحسائي البحراني عليه الرحمة (مؤسس مدرسة النعي الحسيني البحراني المعاصر، حيث وُلِد في حيّ الرفعة الشمالية بمدينة الهفوف، في حدود منتصف القرن التاسع عشر، ولأسباب اقتصادية هاجر من الأحساء إلى البحرين، حيث تزوّج امرأةٌ من قرية سند وقضى معظم سنوات حياته بها حتى وافاه الأجل المحتوم العام 1904 (1322 هـ)، حيث دفن في منطقة سند)..
- يعتقد بوجود قبر إبراهيم بن مالك الأشتر وهو من أتباع أمير المؤمنين الامام علي بن أبي طالب بن عبد المطلب بن هاشمالقرشي عليه السلام، وكان من الذين طالبوا بدم قتلة الامام الحسين بن علي بن ابي طالب عليه السلام، في ثورة المختار بن أبي عبيدة الثقفي، وهو من قتل ابن زياد، وكان والده الأشتر النخعي أحد تابعي جليل من الكوفة ورئيس قومه كان له مواقف مشهودة في فتوح الشام لمع نجمه في معركة اليرموك وكان من أصحاب علي بن أبي طالب حيث شهد معه الجَمَل وصفين اللتان أبدى فيهما شجاعة مفرطة وشهد مع علي مشاهده كلها، وولاه علي على مصر.

## مساجد القرية
- مسجد الفراريح (مسجل عند الأوقاف الجعفرية).
- مسجد الشيخ إبراهيم (مسجل عند الأوقاف الجعفرية).
- مسجد الغدير (مسجل عند الأوقاف الجعفرية).
- مسجد الشيخ محمد (مسجل عند الأوقاف الجعفرية).
- مسجد الحصيدة (مسجل عند الأوقاف الجعفرية).
- مسجد الشيخ إبراهيم الشمالي (مسجل عند الأوقاف الجعفرية).
- مسجد الديرة (الجنوبي) (مسجل عند الأوقاف الجعفرية).
- مسجد الشيخ إبراهيم (الحصمية) (مسجل عند الأوقاف الجعفرية).
- مسجد الشمالي (الإمام علي "ع") (مسجل عند الأوقاف الجعفرية).
- مسجد الإمام الحسين(ع) (مسجل عند الأوقاف الجعفرية).
- مسجد وجامع أهل البيت (ع) (مسجل عند الأوقاف الجعفرية).
- مسجد البراء بن عازب (مسجل عند الأوقاف السنية).
- مسجد الحارث بن مالك الأنصاري (مسجل عند الأوقاف السنية).
- مسجد منار الهدى (مسجل عند الأوقاف السنية).
- مسجد المصطفى الدارسي ويقع في حي المصطفى وقام ببناؤه الأهالي وسط مماطلات الأوقاف الجعفرية.
- مسجد وجامع الحكمة (مسجل عند الأوقاف السنية).

## مآتم الحسينية في القرية
* مآتم للرجال (4):
- مآتم السادة - للرجال.
- مأتم بن عيد للرجال.
- مآتم الحاج علي الملا علي (في الحي القديم للقرية).
- مآتم أبو الفضل العباس بن علي بن ابي طالب بن عبد المطلب عليه السلام + قاعة أم البنين للنساء (في سند الجديدة).

* مآتم للنساء (5):
- مأتم الرضوية (الحسينية الرضوية) للنساء (في وسط سند).
- مأتم الزهراء (ع) للنساء (في سند الجديدة).
- مأتم بيت الزهراء (ع) للنساء (في وسط سند)
- مآتم سند للنساء (في وسط سند).
- مآتم الفاطمية للنساء (في سند الجديدة).
- مأتم دمعة رقية للنساء (في وسط سند).
- مآتم الصديقة فاطمة الزهراء (في وسط سند)

## تقسيم قرية سند
- وسط سند، القرية القديمة والمستحدثة:

هو حي إنشأ أثناء انتعاش الاقتصاد للدولة في القرية، وكثير من البيوت والأسر تنتمي إلى السكان الأصليين من سند والجزء الآخر ينتمي إلى غيرها من سكان المدن والقرى المجاورة مثل المنامة، تحولت سند من قرية مغطاة بأشجار النخيل والخضار والباسقات من ينايع المياه العذبة إلى قرية شبه الحضرية والأحياء مع جزء صغير من القرية القديمة لا تزال موجودة ولكن في حالة مندثرة أو غير محفوظة.
- عين يوسف، منطقة زراعية:

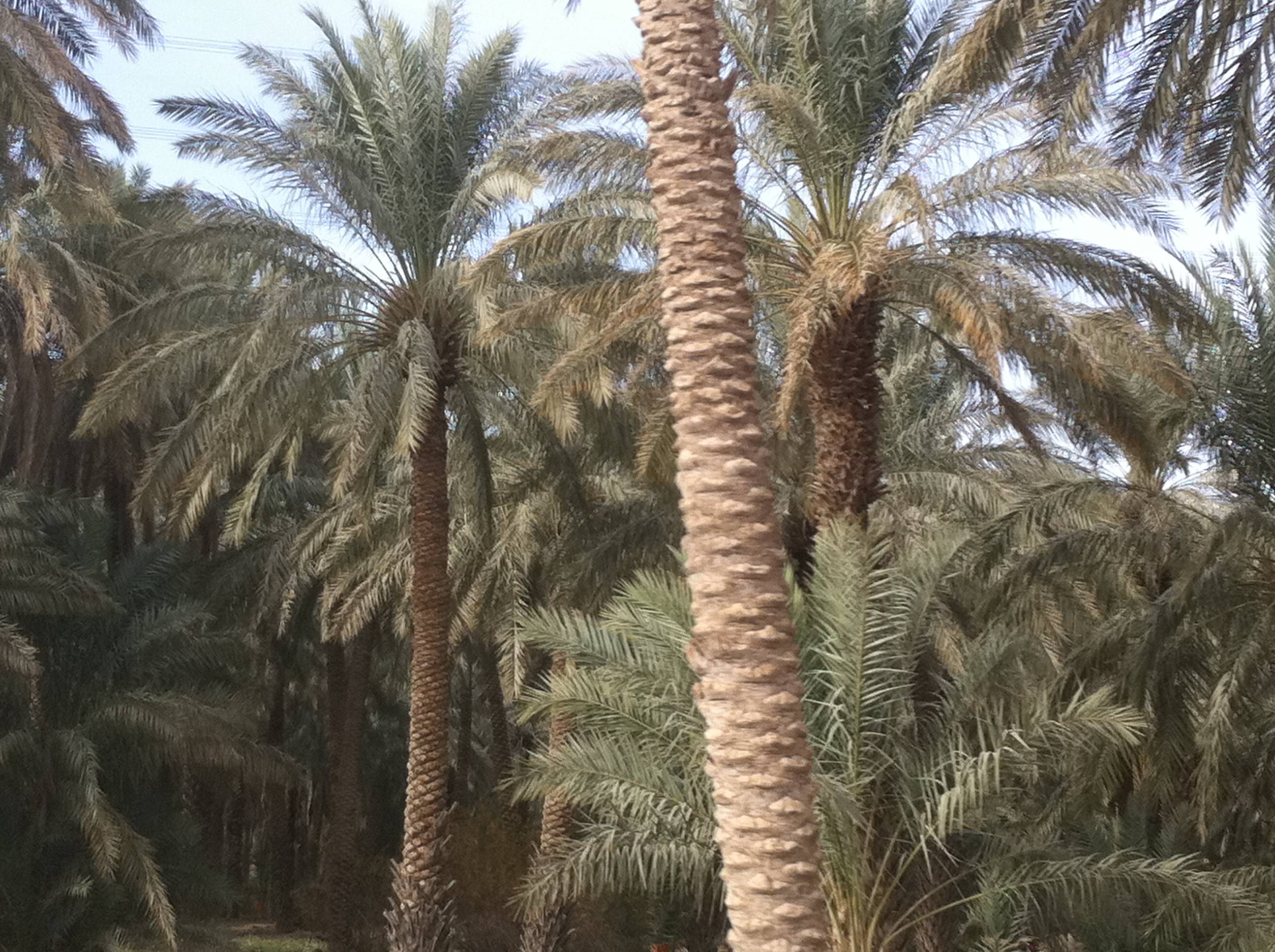
أشجار النخيل في سند

اسم مسمى لمنطقة تتبع قرية سند وتجاورها من الشمال الناصفة ومن الجنوب قرية سند القديمة وهورة سند التي فيها اشجار القرم ومن الغرب عين عبد الله ومن الشرق ساحل سند الذي يطل على خليج توبلي وجزيرة سترة.
- عين عبد الله، منطقة زراعية:

اسم مسمى لمنطقة تتبع قرية سند وتجاورها من الشمال الناصفة وعين يوسف من الشرق وقرية سند القديمة من الجنوب ومن الغرب توسعة سند، وعاش بها المغني الأمريكي الراحل مايكل جاكسون يوم كان في المنفى وعاش في قصراً لاحد البحرينين.
- سند الجديدة، منطقة مستحدثة غرب سند:

وهي تقع على غرب سند ومطلة على أهم شوارع البحرين(شارع الاستقلال) وبها محلات ومطاعم وبنوك ومكاتب محامة ومقاهي وأخرى.
- رأس سند، ساحل بحري ومنطقة زراعية:

اسم مسمى لمنطقة تتبع قرية سند وكانت بمثابة الساحل أو السيف للصيادين وفرضة القرية.
و الآن هي جزء من سند والجزء الثاني انضم مع الناصفة وهي أيضا كانت تبع لقرية سند، ويوجد فيها مقبرة سند في شمالها، يوجد فيها بعض من البيوت التي بنيت على الأراضي الزراعية والقصور على اطراف الساحل والمنطقة هادئة وفي الشتاء والربيع تكون المنطقة أثناء بزوغ الشمس باردة والضباب منتشراً كل الغيوم.
وكانت قديما بها كوكب ماء عذب يخرج من ساحلها يسمى كوكب صالح والآن في وقتنا المعاصر اندثرت واختفت مصدر الكوكب كباقي العيون والكواكب في البحرين.
- حي المصطفى: وهي المنطقة التي تقع خلف مسجد المصطفى الدارسي التاريخي ويحدها البحر من جهة والذي تحول لأملاك خاصة وتحدها من جهات أخرى المزارع القديمة (الدواليب) باللغة الشعبية الدارجة.

### تجاورها المناطق
1- قرية جرداب من الشمال.
2- عين يوسف وعين عبد الله من الجنوب.
3- سند الجديدة من الغرب وبعض من الناصفة ومقاطعة أو حي التاسعة من مدينة عيسى الاسكاني
4 - خور جزيرة سترة وخليج توبلي من الشرق.

رأس سند آخر ماتبقى من خليج توبلي

كما نرى في الصورة: اشجار القرم في رأس سند آخر ماتبقى من خليج توبلي وكانت قديما تمتد فيها اشجار القرم من خور توبلي وتمر على القرى المجاورة: توبلي، جد علي، جرداب، الناصفة، سند، النويدرات، رأس بربورة، العكر، حتى تصب في خور جزيرة سترة. والآن لم يبق منها سوى قليلا من الأشجار القرم منحصرة في رأس سند.

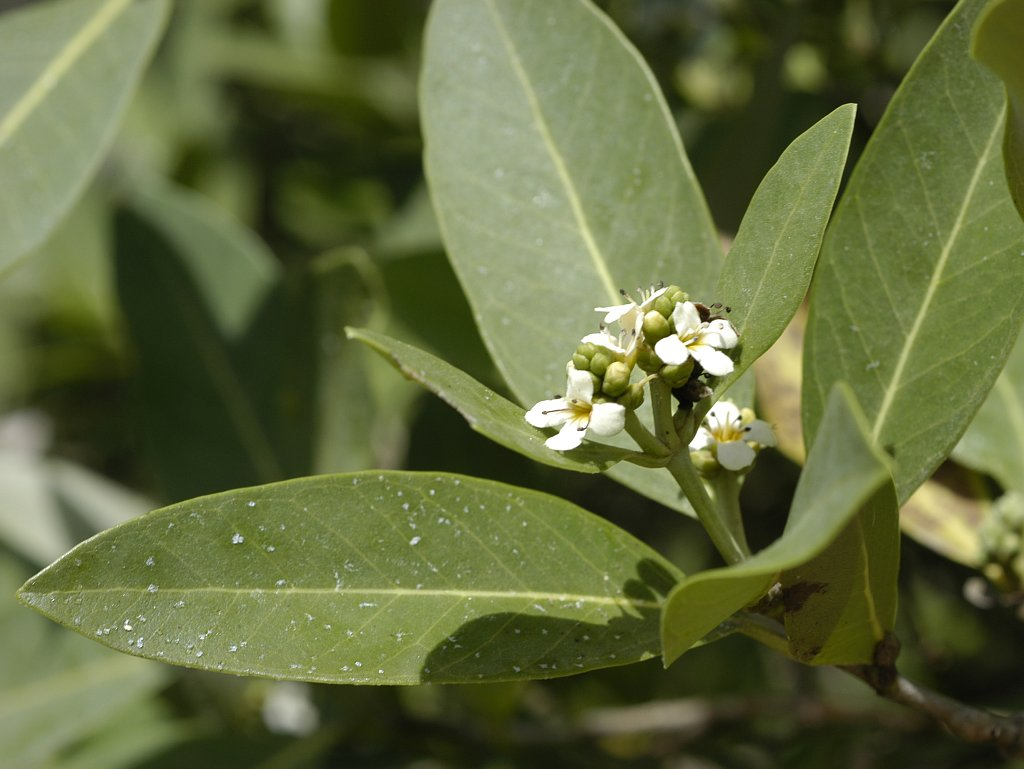
القرم

‌